# 마스터 돌프
《마스터 돌프》(영어: Masters of the Universe)는 미국에서 제작된 게리 고더드 감독의 1987년 슈퍼히어로 영화이다. 돌프 룬드그렌, 프랭크 랜젤라, 코트니 콕스 등이 출연하였고, 메나헴 골란 등이 제작에 참여하였다.
이 영화는 1987년 8월 7일 미국에서 극장 개봉하였다.
개봉 당시 흥행에 실패했으며 평단으로부터 부정 평가를 받았으나 후에 컬트 영화화되었다.

## 줄거리
행성 이터니아. 사악한 군벌 스켈러토의 부사령관 이블린은 열쇠공 귈도가 발명한 "코즈믹 키"를 훔친다. 코즈믹 키는 세계 어느 곳이든 갈 수 있게 해주는 마법의 열쇠이다.
스켈러토는 코즈믹 키로 우주의 기의 중심인 그레이스컬성에 침입해 성을 장악하고, 성의 마법사를 가둔다. 스켈러토는 곧 다가올 월출에 우주 전체를 자신의 것으로 할 속셈이다.
스켈러토를 저지하려고 하는 전사 히맨과 그의 친구들은 귈도를 만나고, 남아있던 코즈믹 키의 원형을 써서 스켈러토의 부하들을 피해 지구로 도망친다. 하지만 그 과정에서 코즈믹 키 원형을 잃어버린다.
코즈믹 키 원형은 캘리포니아 10대 줄리와 음악가 지망생 남자친구 케빈의 손에 들어간다. 이들은 우연히 이터니아로 신호를 보내고, 코즈믹 키 원형을 회수하기 위해 스켈러토의 부하들이 지구로 내려온다.

## 출연
- 돌프 룬드그렌 - 히맨 역
- 프랭크 랜젤라 - 스켈러토 역
- 코트니 콕스 - 줄리 윈스턴 역
- 배리 리빙스턴 - 찰리 역
- 제임스 톨컨 - 휴 루빅 형사 역
- 크리스티나 피클스 - 마법사 역
- 메그 포스터 - 이블린 역
- 첼시 필드 - 틸라 역
- 존 사이퍼 - 맨앳암스 역
- 빌리 바티 - 귈도 역
- 로버트 덩컨 맥닐 - 케빈 코리건 역
- 앤서니 더론지스 - 블레이드 역
- 폰스 마 - 소로드 역
- 로버트 타워스 - 카그 역

## 기타 제작진
- 미술: 윌리엄 스타우트
- 의상: 줄리 와이스
- 특수 효과: 리처드 에들런드